# Praecoxanthus
Praecoxanthus es un género monotípico de orquídeas perteneciente a la subfamilia Orchidoideae. Su única especie, Praecoxanthus aphyllus (Benth.) Hopper & A.P.Br., es originaria del sudoeste de Australia.

## Descripción
Es una orquídea de tamaño pequeño o mediano, que prefiere el clima fresco al frío. Tiene hábito terrestre con  hojas de dos formas diferentes, la forma de no floración  tiene una sola hoja, sin pelos, de color verde oscuro, blanco por el haz, de color rojo por el envés, elíptica y obtusa. La forma de floración no tiene hojas, sino una sola bráctea basal,  y una pequeña y erecta inflorescencia de 20 a 45 cm de largo, con solo una flor muy olorosa que se produce en el otoño.

## Distribución
Se encuentra en Australia Occidental, en las llanuras costeras en el matorral bajo y en los bosques en alturas desde el nivel del mar hasta los 350 metros.  

## Sinonimia
- Caladenia aphylla Benth., Fl. Austral. 6: 387 (1873).[1]